# Chablis (vindistrikt)

Karta över Chablis. Områdena för Chablis, Chablis Premier Cru och Chablis Grand Cru är markerade.

Chablis är ett mindre, franskt vindistrikt som ingår i den större vinregionen Bourgogne. Viner från Chablis görs uteslutande av druvan Chardonnay och är i regel mycket torra, med hög syra, och lämpade för långtidslagring. Vinerna har normalt ingen, eller mycket begränsad ekfatskaraktär, vilket skiljer dem från de vita vinerna från resten av Bourgogne.
Chablisdistriktet intar en sådan särställning bland vita viner att "Chablis" kommit att bli en av de mest förfalskade ursprungsbeteckningar i vinvärlden.
Själva distriktet utgörs av ett tjugotal mindre byar runt orten Chablis. Jordmånen i området är mycket speciell, med inslag av krita och ler.
Viner från Chablis delas in i tre klasser efter appellation, från lättare till mer fylligt och koncentrerat:
- Petit Chablis
- Chablis
  - tillägg till Appellation Chablis kan vara lieux dits (namngivet läge), Premier Cru är exempel på lieux dits och ingen egen appellation (enligt beslutande organet INAO), beslut om lieux dits tas av kommunal myndighet, (dock brukar detta vara av en markerad högre kvalitet än "vanlig Chablis)[1]
- Chablis Grand Cru